# 田中陸
田中 陸（たなか りく、1999年5月4日 - ）は、千葉県白井市出身のプロサッカー選手。Jリーグ・SC相模原所属。ポジションはディフェンダー（サイドバック）。

## 略歴
白井FCから柏レイソルU-12に入団。U-15に昇格するとJFAプレミアカップで準優勝をし、ベストイレブンに選出された。高校生になるとU-18に昇格し、年代別代表も経験した。中川創や宮本駿晃らが2種登録されながら自身は登録されなかったが、2017年9月にトップチームの昇格を果たした。
2018年より柏レイソルにトップ昇格。2019年2月24日、開幕戦のレノファ山口FC戦で途中出場し、Jリーグデビューを果たした。
2020年シーズンはレノファ山口FCに育成型期限付き移籍。2021年、レノファ山口に完全移籍。
2021年12月30日、SC相模原への完全移籍が発表された。

## 所属クラブ
- 白井FC
- 柏レイソルU-12
- 柏レイソルU-15
- 柏レイソルU-18
- 2018年 - 2020年  柏レイソル
  - 2020年  レノファ山口FC（育成型期限付き移籍）
- 2021年  レノファ山口FC
- 2022年 -  SC相模原

## 個人成績
| 国内大会個人成績 | 国内大会個人成績 | 国内大会個人成績 | 国内大会個人成績 | 国内大会個人成績 | 国内大会個人成績 | 国内大会個人成績 | 国内大会個人成績 | 国内大会個人成績 | 国内大会個人成績 | 国内大会個人成績 | 国内大会個人成績 |
| 年度             | クラブ           | 背番号           | リーグ           | リーグ戦         | リーグ戦         | リーグ杯         | リーグ杯         | オープン杯       | オープン杯       | 期間通算         | 期間通算         |
| 年度             | クラブ           | 背番号           | リーグ           | 出場             | 得点             | 出場             | 得点             | 出場             | 得点             | 出場             | 得点             |
| 日本             | 日本             | 日本             | 日本             | リーグ戦         | リーグ戦         | リーグ杯         | リーグ杯         | 天皇杯           | 天皇杯           | 期間通算         | 期間通算         |
| ---------------- | ---------------- | ---------------- | ---------------- | ---------------- | ---------------- | ---------------- | ---------------- | ---------------- | ---------------- | ---------------- | ---------------- |
| 2018             | 柏               | 25               | J1               | 0                | 0                | 0                | 0                | 0                | 0                | 0                | 0                |
| 2019             | 柏               | 25               | J2               | 9                | 0                | 4                | 0                | 1                | 0                | 14               | 0                |
| 2020             | 山口             | 29               | J2               | 31               | 1                | -                | -                | -                | -                | 31               | 1                |
| 2021             | 山口             | 29               | J2               | 31               | 0                | -                | -                | 0                | 0                | 31               | 0                |
| 2022             | 相模原           | 25               | J3               | 28               | 0                | -                | -                | -                | -                | 28               | 0                |
| 2023             | 相模原           | 25               | J3               | 11               | 0                | -                | -                | 2                | 0                | 13               | 0                |
| 2024             | 相模原           | 25               | J3               | 29               | 2                | 1                | 0                | 1                | 0                | 31               | 2                |
| 2025             | 相模原           | 25               | J3               |                  |                  |                  |                  |                  |                  |                  |                  |
| 通算             | 日本             | 日本             | J1               | 0                | 0                | 0                | 0                | 0                | 0                | 0                | 0                |
| 通算             | 日本             | 日本             | J2               | 71               | 1                | 4                | 0                | 1                | 0                | 76               | 1                |
| 通算             | 日本             | 日本             | J3               | 68               | 2                | 1                | 0                | 3                | 0                | 72               | 2                |
| 総通算           | 総通算           | 総通算           | 総通算           | 139              | 3                | 5                | 0                | 4                | 0                | 148              | 3                |

- Jリーグ初出場：2019年2月24日 J2第1節 vsレノファ山口FC（維新みらいふスタジアム）
- Jリーグ初得点：2020年7月18日 J2第6節 vsFC琉球（維新みらいふスタジアム）

| 国際大会個人成績 | 国際大会個人成績 | 国際大会個人成績 | 国際大会個人成績 | 国際大会個人成績 |
| 年度             | クラブ           | 背番号           | 出場             | 得点             |
| AFC              | AFC              | AFC              | ACL              | ACL              |
| ---------------- | ---------------- | ---------------- | ---------------- | ---------------- |
| 2018             | 柏               | 25               | 0                | 0                |
| 通算             | AFC              | AFC              | 0                | 0                |

## タイトル

### クラブ
柏レイソルU-12
- 全日本少年サッカー大会（2011年）

### 個人
- JFAプレミアカップ・ベストイレブン（2014年）

## 代表歴
- U-15日本代表
  - AFC U-16選手権予選（2013年）
  - バル・ド・マルヌ U-16国際親善トーナメント（2014年）
- U-16日本代表
  - 第12回デッレナツィオーニトーナメント（2015年）
- U-17日本代表
  - 国際ユースサッカーin新潟（2015年）
  - サニックス杯国際ユースサッカー大会（2016年）
- U-18日本代表
  - 第23回バツラフ・イェジェク国際ユーストーナメント（2015年）
  - コパ・デル・アトランティコ（2017年）
  - SBSカップ 国際ユースサッカー（2017年）
  - U19-Four Nations（2017年）
  - AFC U-19選手権2018・予選（2017年）
- U-19日本代表
  - トゥーロン国際大会（2016年）